# Jorge (serie de televisión)
Jorge es una miniserie argentina que se emitió originalmente en 2013. Fue una de las ganadoras del concurso “Luz, Cámara, Protagonistas en Acción” organizado por el Instituto Nacional de Cine y Artes audiovisuales (INCAA) y los ministerios de Planificación Federal y de Desarrollo Social de la Nación. Fue producida por Tostaki Producciones para la TV Pública.
Los protagonistas son Santiago Gobernori, Malena Pichot y Javier Drolas. Se comenzó a emitir el miércoles 15 de julio de 2013, de lunes a jueves en el horario de las 23:30, y finalizó el jueves 25 de julio de 2013.

## Trama
Jorge Peker (Santiago Gobernori) es un abogado frustrado que no ejerce su profesión y es empleado en un call center. Una tarde Jorge se entera de que su padre (Roberto Bianzaco), a quien había visto tres veces en su vida y por quien dice no sentir nada, ha muerto. Unos días después, en el velatorio de su padre, su novia Luciana (Charo López) lo deja, argumentando que está harta de su falta de conexión y su desinterés hacia todo. Estos hechos hacen que las esperanzas de Jorge de formar la familia que nunca tuvo mueran completamente, y lo hacen caer en un estado de depresión. 
A los pocos días del velatorio de su padre, Jorge se entera de que su padre le dejó como herencia una casa, junto con el dato de que en ella vivieron los dos primeros años de su vida con su padre y su madre, algo que lo descoloca, ya que Cristina (Esther Goris), su madre, le había dicho que su padre la abandonó embarazada. A raíz de esto Jorge quiere saber todo sobre su pasado y su padre. 
El conflicto aparece cuando se da cuenta de que no puede mantener esta inmensa casa solo, lo que lo obliga a alquilar un cuarto y el único candidato que se presenta es Ludovico (Javier Drolas), un chico vivaz, activo y emprendedor, su completo opuesto. Ludo es paralítico y anda en silla de ruedas. Esto hace que Jorge luche contra sus prejuicios y aprenda a vivir, no con alguien diferente, sino, sencillamente, a vivir con alguien, a aceptar al otro y a considerarlo. Y así emprende el camino real para poder formar la familia que siempre deseó.

## Elenco

### Elenco principal
- Santiago Gobernori - Jorge Peker
- Malena Pichot - Dolores 'Loli' Pavone
- Javier Drolas - Ludovico 'Ludo' Marra
- Florencia Otero - Carolina 'Caro'
- Nico García - Julio César Rodríguez 'JC'
- Julián Lucero - Gonzalo
- Charo López - Luciana
- Martín Rocco - Jorge 'Linyera'

### Actuación especial
- Esther Goris - Cristina

### Participaciones
- Alejandro Aramburu - Padre Ensoñación, Cap 1
- Luciana Serio - Madre Ensoñación, Cap 1
- Federico Esquerro - Inquellino 2, Cap 1
- Daniel Nuñez - Inquellino 3, Cap 1
- Victoria Herrera Sese - Inquellina 4, Cap 1
- Daniel Gorga - Empleado de casa velatoria, Cap 1
- Roberto Bianzaco - Jorge H. Peker, Cap 1
- Martín López Carzolio - Manitas, Cap 1, 2 y 4
- Pablo Fusco - Jefe de Jorge, Cap 1, 2, 3, 4, 5
- Ignacio Aramburu - Nachito, Cap 2 y 5
- Aymará Abramovich - Sofi, Cap 3
- Gustavo Klímacek - El tipo, Cap 3
- Christian Pablo Grilli - Santiago, Cap 3
- Mariana Artigas Silveira - Valeria Hassan, Cap 4
- Lisa Caligaris - Mariana, Cap 4
- Amancay Espíndola - Susana, Cap 4, 7 y 8
- Paula Castagnetti - Chica Snob, Cap 5
- Emanuel Massara - Tatuador, Cap 5
- Eva Adonaylo - Sonia, Cap 5
- Sofía Garibaldi - Chica Tatoo, Cap 5
- Jorge Booth - Profesor 1, Cap 6
- María Ester Goytia - Profesora 2, Cap 6
- Nicolás Goldbart - Entrevistador, Cap 6
- Guillermo Thole - Profesor 3, Cap 6
- Malena Medici - Carla, Cap 7 y 8
- Mariana Ciolfi - Recepcionista Urban, Cap 7
- Cecilia Atari - Sol, Cap 7
- Marcelo Smolovich - Nicolás Becker Varela, Cap 7
- Ignacio Arrayago - Hombre islámico, Cap 7
- Ludmila Cavalieri - Mujer islámica, Cap 7
- Javier Zanon - Socio de B.V., Cap 7
- Julián Kartún - Matías, Cap 8
- Federico Sacco - Dalmiro Vodorosky, Cap 8

## Recepción
Según el Grupo IBOPE (Argentina), en su debut promedió 0,5 puntos de índice de audiencia y quedó último en su franja.

### Crítica
El sitio television.com.ar, elogió el trabajo de Ester Goris y dijo que la tira «es una excelente propuesta que combina con buen tino humor y concientización, sin la necesidad de apelar a golpes bajos.».

### Audiencia
| Lunes     | 15 de julio de 2013 | Capítulo 1 "La casa"           | 0.5 | [ 10 ] |
| Martes    | 16 de julio de 2013 | Capítulo 2 "Los inquilinos"    | 0.7 | [ 11 ] |
| Miércoles | 17 de julio de 2013 | Capítulo 3 "Jorge afloja"      | 1.4 | [ 12 ] |
| Jueves    | 18 de julio de 2013 | Capítulo 4 "Sacarse la mierda" | 0.6 | [ 13 ] |
| Lunes     | 22 de julio de 2013 | Capítulo 5 "Cumpleaños feliz"  | 0.5 | [ 14 ] |
| Martes    | 23 de julio de 2013 | Capítulo 6 "Loli se va"        | 0.6 | [ 15 ] |
| Miércoles | 24 de julio de 2013 | Capítulo 7 "El juicio"         | 0.1 | [ 16 ] |
| Jueves    | 25 de julio de 2013 | Capítulo 8 "Final"             | 0.5 | [ 17 ] |

     Emisión más vista.

     Emisión menos vista.

## Ficha técnica
- Director: Nicolás Goldbart
- Guionista: Malena Pichot
- Idea original: Sebastián Negri, Martiniano Cardoso y Malena Pichot
- Productores: Nadia Jacky y Sebastián Negri
- Productor ejecutivo: Rodrigo Cala
- Director de fotografía: Martín Ati Mohadeb
- Director de arte: Fernanda Chali
- Música original: Guillermo Guareschi
- Asistente de dirección: Leonardo Petralia
- Jefe de producción: Rocío Furmento
- Vestuarista: Lucía Sciannamea
- Casting: Eugenia Levín
- Maquillaje: Néstor Burgos
- Coordinadora de posproducción: Valeria Forster
- Director de sonido: Juan Ignacio Donati
- Editora: Florencia Efron
- Colaboración autoral: Martiniano Cardoso, Bárbara García Castro y Sebastián Negri
- Productora: Tostaki Producciones